# 슈퍼푸드의 비밀 천년만년
《슈퍼푸드의 비밀 천년만년》은 대한민국의 종합편성채널인 TV조선의 텔레비전 프로그램이다.

## MC
- 허수경

## 동시간대 경쟁 프로그램
- 생방송 일요토론, 미래기획 2030 (KBS 1TV)
- TV 동물농장 (SBS)